# Rubieae
Rubieae, tribus iz porodice Rubiaceae, dio potporodice Rubioideae. Postoji 17 priznatih rodova. U Hrvatskoj ima prredstavnika iz njih sedam.

## Podtribusi i rodovi
Tribus Rubieae Baill.
1. Subtribus Kelloggiinae Robbr. & Manen
  1. Kelloggia Torr. ex Benth. & Hook. f. (2 spp.)
2. Subtribus Rubiinae Robbr. & Manen
  1. Rubia L. (85 spp.), broć
  2. Didymaea Hook. f. (8 spp.)
3. Subtribus Galiinae
  1. Pseudogalium L. E Yang, Z. L. Nie & H. Sun (1 sp.)
  2. Callipeltis Steven (3 spp.)
  3. Crucianella L. (31 spp.), broćevac
  4. Mericarpaea Boiss. (1 sp.)
  5. Phuopsis (Griseb.) Benth. & Hook. f. (1 sp.)
  6. Sherardia L. (1 sp.), koljenac ili vjenčić
  7. Hexaphylla (Klokov) P. Caputo & Del Guacchio (12 spp.)
  8. Cynanchica P. Caputo & Del Guacchio (74 spp.)
  9. Thliphthisa (Griseb.) P. Caputo & Del Guacchio (21 spp.)
  10. Microphysa Schrenk (1 sp.)
  11. Asperula L. (85 spp.), lazarkinja ili modričica
  12. Valantia L. (7 spp.), tjesnilja ili zidarščica
  13. Cruciata Mill. (8 spp.), rutavica
  14. Galium L. (632 spp.), broćika